# Vacqueville
Vacqueville ist eine französische Gemeinde mit 222 Einwohnern (Stand 1. Januar 2022) im Département Meurthe-et-Moselle in der Region Grand Est (vor 2016 Lothringen). Sie gehört zum Arrondissement Lunéville und zum Kanton Baccarat. Die Einwohner nennen sich Vacquevillois(es).

## Geografie
Die Gemeinde liegt etwa 52 Kilometer südöstlich von Nancy im Südosten des Départements Meurthe-et-Moselle. Nachbargemeinden sind Sainte-Pôle im Nordosten, Pexonne im Osten, Neufmaisons im Südosten, Veney im Süden, Merviller im Südwesten und Westen sowie Montigny im Nordwesten. Die Gemeinde besteht aus den Dörfern Vacqueville und Xermamont sowie einigen Häusergruppen und Einzelgehöften. Der Fluss Verdurette durchquert die Gemeinde und bildet streckenweise die Gemeindegrenze. Weite Teile des Gemeindegebiets sind bewaldet.

## Geschichte
Die heutige Gemeinde wird im Jahr 1120 erstmals unter dem lateinischen Namen Episcopi villa in einem Dokument erwähnt. Eine französische Form als Vaskevile taucht 1179 in einem Dokument der Abtei Haute-Seille auf. Vacqueville gehörte historisch zur Vogtei Vic innerhalb der Provinz Trois-Évêchés (Drei Bistümer), die faktisch 1552 an Frankreich fiel. Bis zur Französischen Revolution lag die Gemeinde dann im Grand-gouvernement de Lorraine-et-Barrois. Von 1793 bis 1801 war die Gemeinde dem Distrikt Blâmont und dem Kanton Badonviller (Badouviller) zugeteilt. Seit 1801 ist sie Teil des Kantons Baccarat. Seit 1801 ist sie zudem dem Arrondissement Lunéville zugeordnet. Die Gemeinde lag bis 1871 im alten Département Meurthe.

## Bevölkerungsentwicklung
| Jahr                       | 1962 | 1968 | 1975 | 1982 | 1990 | 1999 | 2007 | 2019 |
| Einwohner                  | 306  | 271  | 254  | 224  | 211  | 240  | 241  | 234  |
| Quellen: Cassini und INSEE |      |      |      |      |      |      |      |      |

## Verkehr
Vacqueville liegt nahe der Bahnstrecke von Lunéville nach Saint-Dié-des-Vosges und dem Bahnhof von Baccarat. Nahe der Gemeinde führt die Route nationale 59 mit einem Anschluss in Bertrichamps vorbei. Für den regionalen Verkehr sind die D167, die D167a und die D168 wichtig.

## Sehenswürdigkeiten
- Kirche Saint-Étienne aus dem 18. Jahrhundert
- Kapelle Saint-Étienne (an der Südgrenze der Gemeinde Richtung Veney)
- ehemalige Getreidemühle (heute ein Bauernhaus)
- eine alte Fabrik
- mehrere Wegkreuze und Dorfbrunnen
- Denkmal für die Gefallenen[1]

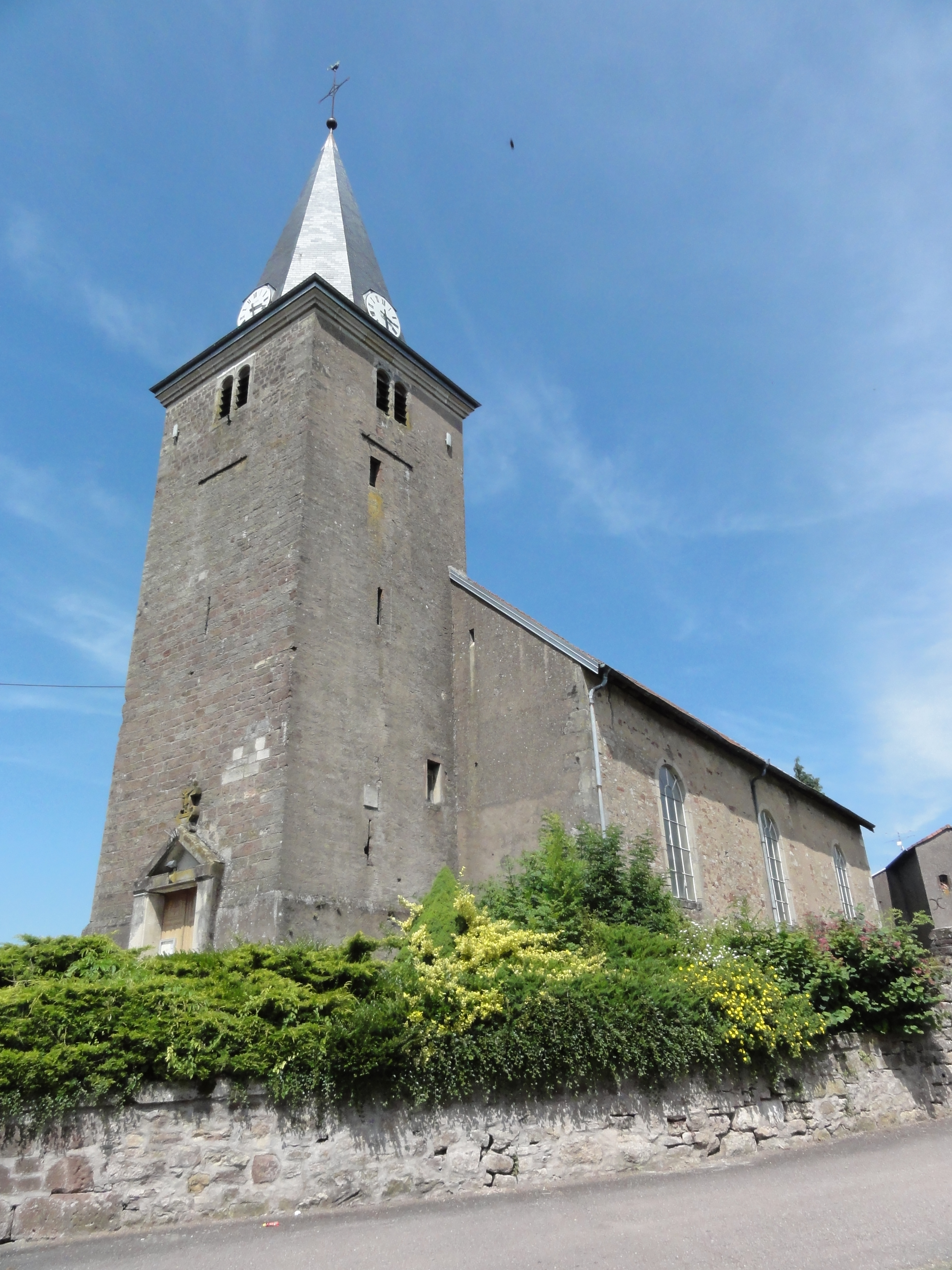
Kirche Saint-Étienne
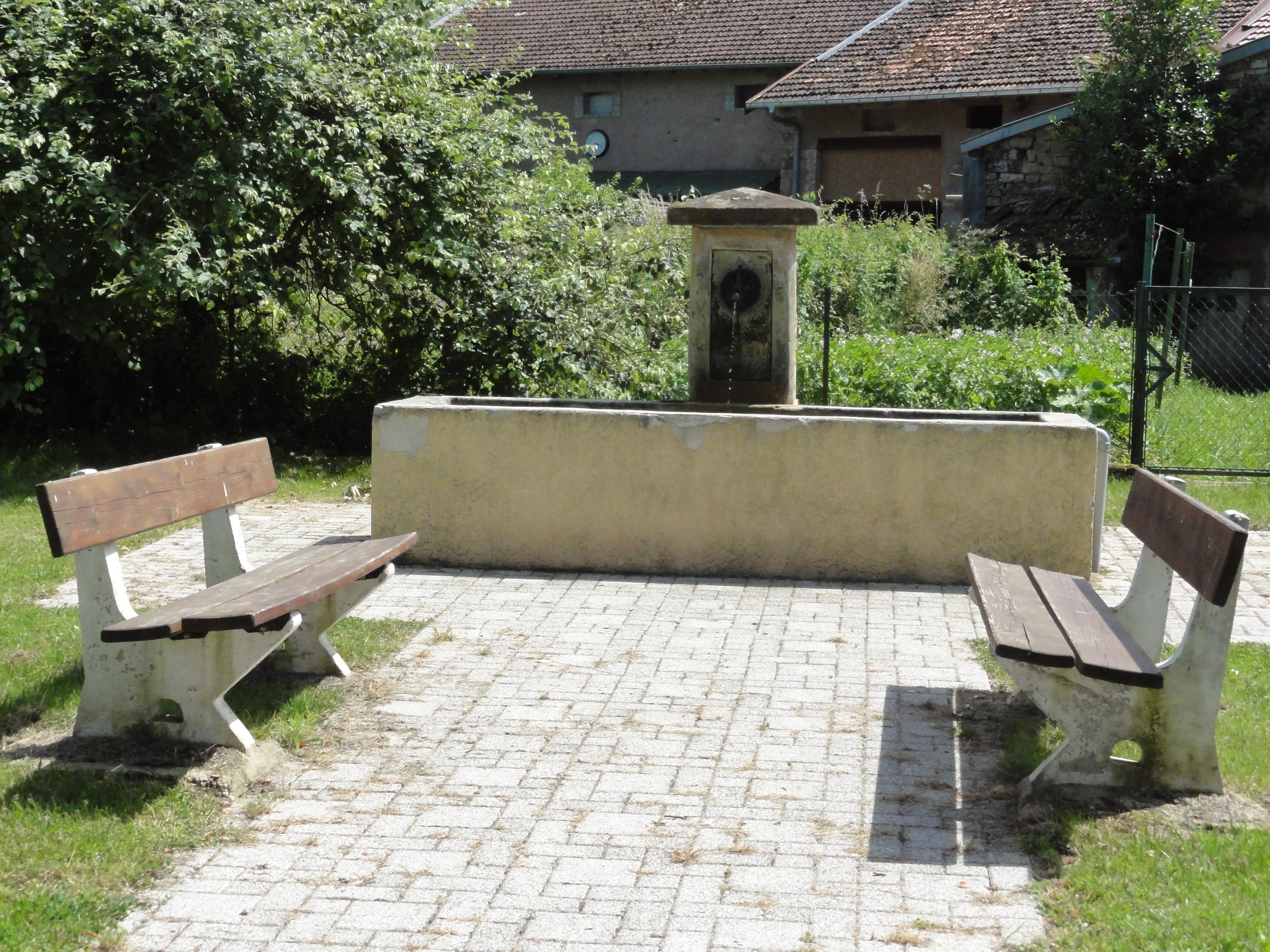
Einer der Brunnen in der Gemeinde
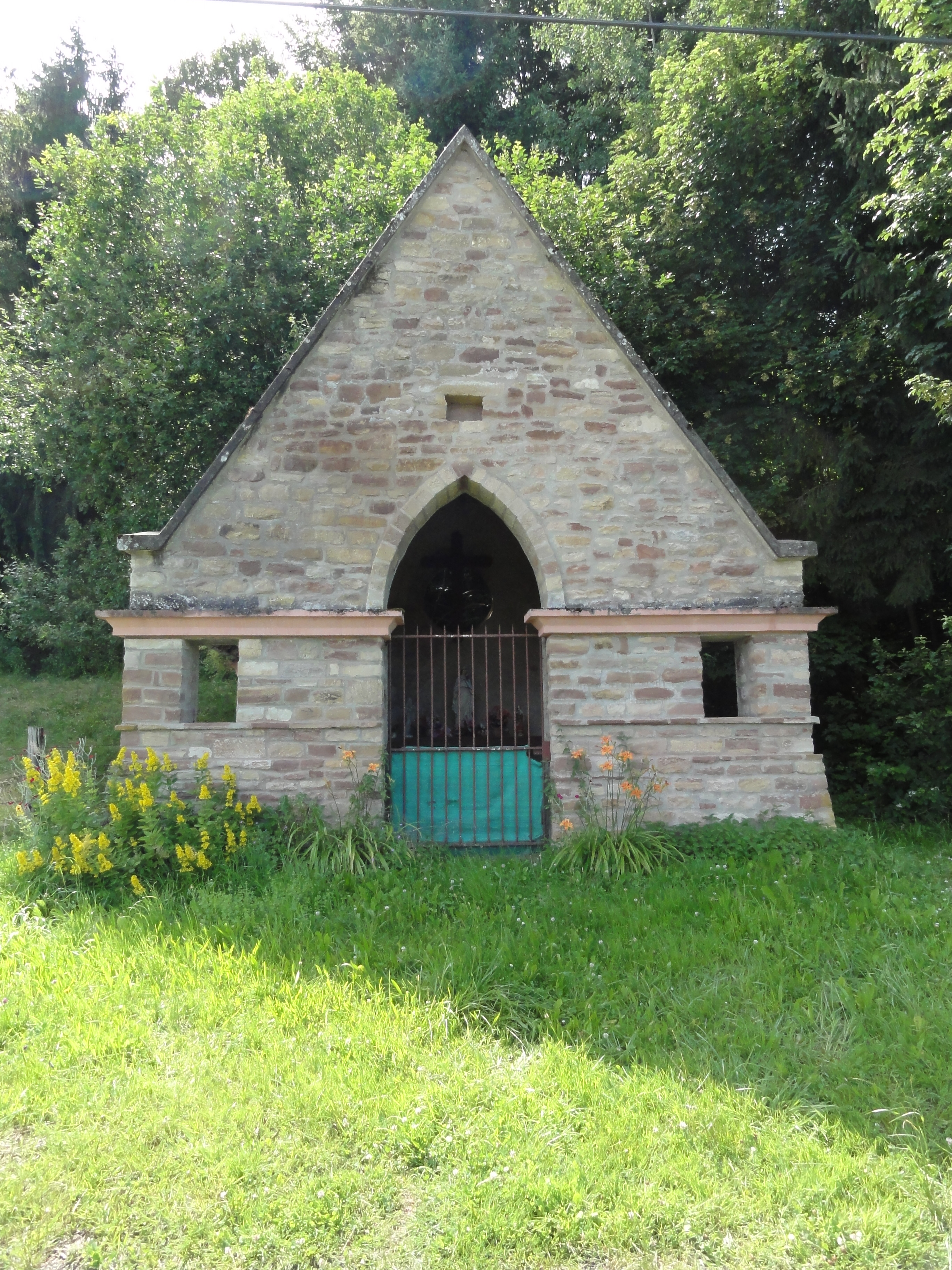
Kapelle Saint-Étienne
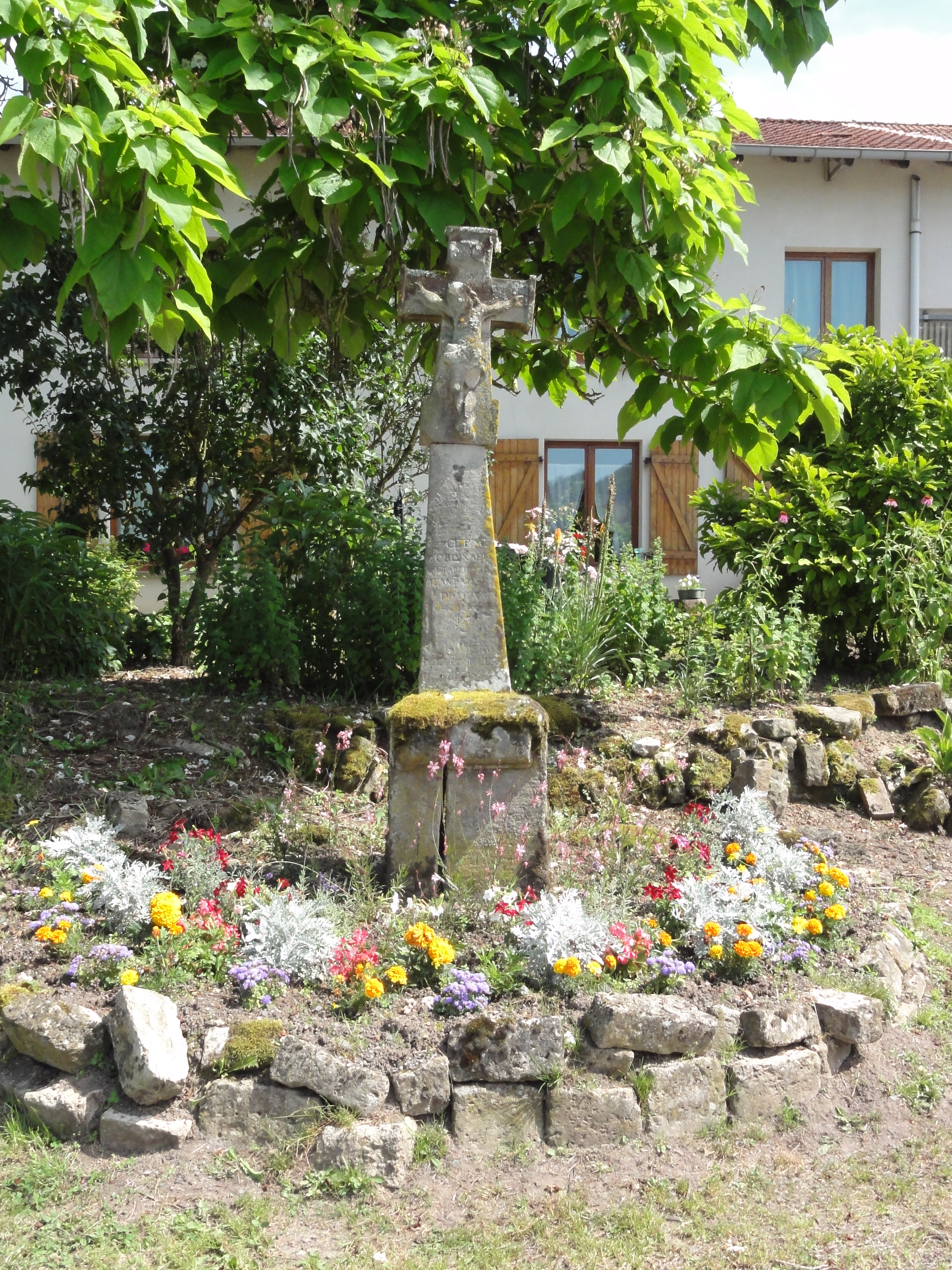
Wegkreuz